# Biztosítás
A biztosítás az előre nem látható, de véletlenszerűen bekövetkezhető események anyagi követelményei (kárai) elleni védelem.
A biztosítás működésének lényege a kollektív tartalékképzés, a biztosítási díjakból képzett díjtartalék felhasználása a bekövetkező károk fedezésére. Ha valaki biztosítást köt, akkor a biztosítási díj megfizetéséért cserébe a biztosító vállalja, hogy a szerződésben megjelölt káresemények bekövetkezésekor egy előre meghatározott összeget fizet. A biztosító tehát a szerződésben megjelölt káresemények bekövetkeztekor átvállalja a kockázatot.Biztosítási szolgáltatást Magyarországon kizárólag biztosítótársaságok végezhetnek.

## Biztosítási kockázat
A biztosításba vehető kockázatokkal szemben alapvető követelmény, hogy tiszta kockázatnak kell lenniük, vagyis ha bekövetkeznek, a bekövetkezésnek egyértelműnek kell lennie és kárt kell okoznia 
nem lehet többek között szerencsejátékra biztosítást kötni). Ezen belül két alapvető csoport különböztethető meg, az egyik az abszolút kockázat (amikor a kár bekövetkezése biztos, csupán időpontja bizonytalan; például a biztosított halála), a másik a relatív kockázat (amikor a kár bekövetkezése nem biztos, időpontja sem ismert, az okozott kár mértéke és a bekövetkezés gyakorisága is változó; például jégverés, gépjárműben okozott kár, csonttörés stb.).
A biztosítási kockázatokat a biztosítási ágak (élet ág és nem-élet ág) szerint lehet csoportba rendezni. Az élet-ágra inkább jellemző az abszolút kockázat, a nem-élet ágra pedig inkább a relatív kockázat (kivételek vannak). Az ágakon belül ágazatok vannak, amelyek többé-kevésbé behatárolhatóvá teszik a biztosítási kockázatokat.
Élet ág ágazatai:
1. hagyományos életbiztosítások
2. házassági, születési biztosítások
3. befektetési egységekhez között életbiztosítások
4. egyéni és csoportos nyugdíjbiztosítások
5. társadalombiztosítási nyugdíjat kiegészítő biztosítások

Nem-élet ág ágazatai:
1. balesetbiztosítás
2. betegségbiztosítás
3. szárazföldi járművek casco biztosítása
4. tengeri, tavi, folyami járművek casco biztosítása
5. légi járművek casco biztosítása
6. sínpályához kötött járművek casco biztosítása
7. szállítmánybiztosítás
8. tűz- és elemikár-biztosítás
9. egyéb vagyoni károk biztosítása (jégverés, fagy, lopás)
10. önjáró szárazföldi járművekkel kapcsolatos felelősségbiztosítás
11. légi járművekkel kapcsolatos felelősségbiztosítás
12. tengeri, tavi, folyami járművekkel kapcsolatos felelősségbiztosítás
13. általános felelősségbiztosítás
14. hitelbiztosítások
15. kezességi és garanciabiztosítások
16. pénzügyi veszteségekre vonatkozó biztosítások
17. jogvédelmi biztosítások
18. assistance (segítségnyújtási) biztosítások
19. temetési biztosítások
20. utasbiztosítás

A biztosítási termékek lehetnek egy ág egyetlen ágazatának kockázataira fedezetet nyújtó megoldások (például a jogvédelmi biztosítás vagy a hagyományos balesetbiztosítás), vagy több ágazat kockázataiból összeválogatott megoldások (például lakásbiztosítás, amelyben lehet még élet-, egészség-, baleset és felelősségbiztosítás is).
A kockázatok lehetnek természettel és az országgal kapcsolatosak kockázat: gazdasági, társadalmi, politikai eredetű (politikai zavargások, államosítások, sztrájk).

## A kockázatok biztosíthatósága
Azok a káresemények a biztosíthatóak amelyek elszórtan, egymástól függetlenül, valamilyen valószínűségi eloszlásnak megfelelően következnek be. Fejlett matematikai módszerekkel megbecsülhető a biztosítási fedezet szükséges mértéke, vagyis hogy mekkora biztosítási díjak adnak megfelelő tartalékot a várhatóan bekövetkező veszteségekre. Vagyis a várható kárösszeg és a valószínűség szorzata alacsony. pl: a nagy katasztrófák, ahol a károk igen jelentősek lehetnek, de a bekövetkezés valószínűsége nem nagyon magas.
Azok a kockázatok nem biztosíthatóak, amelyek tömegesen, egyszerre jelentkeznek, szándékosan okozottak, a hanyagság következményei, valamint az összegszerűen nem meghatározható károk (pl. üzleti hírnév). 

### A biztosíthatóság kritériumai
- véletlen, előre nem látható, nem akaratlagos károk
- a kárkockázat becsülhetősége múltbéli adatok alapján (statisztikai--matematikai módszerekkel), és egyúttal a káresemény véletlenszerűsége (ne legyen tervezhető annak bekövetkezése [részben kivétel ez alól az életbiztosítás])
- pénzbeni kifejezhetőség (megállapítható kár vagy a szükséges fedezet ismerete [pl. életbiztosítás esetén])
- független egységek nagy száma (vagyis az egyik biztosítási esemény nem növelheti egy másik biztosítási esemény bekövetkezésének kockázatát), továbbá a veszélyközösség megléte (vagyis megfelelő számú biztosított, akik a várhatóan bekővetkező károk tartalékát biztosítási díj formájában befizetik)

Azokat a kockázatokat, amelyeket a biztosító valamilyen okból nem kíván vállalni, kizárásként vagy mentesülésként kezeli. A kizárások mindig előre ismertek (pl. háború, nukleáris sugárzás), a mentesülések pedig (rendszerint) a biztosított gondatlanságával állnak összefüggésben (így például a csonttörésre térítene a biztosító, azonban ha a biztosított például ittasan gépkocsit vezetett, a biztosítási összeg megtérítésétől a biztosító mentesül)

## A biztosítási résztvevői
- Biztosítótársaság: kockázati fedezetbe veszi a biztosítás tárgyát.

- Biztosított: az érdekét védi a biztosítás.

- Biztosítást kötő szerződő fél: ő tesz ajánlatot a biztosítónak, egyúttal az ő kötelezettsége a biztosítás díjának megfizetése (lehet azonos a biztosítottal).

- Kedvezményezett: a káresemény bekövetkezésekor ő jogosult a biztosító szolgáltatására.

- Közvetítő: a biztosító és a biztosítást kötő szerződő közötti kapcsolattartásban, a szerződés létrehozásában közreműködik.

- Károsult: felelősségbiztosítási ágazat szabályai szerint kialakított módozatoknál az a harmadik fél, akinek a biztosított kárt okoz, és akinek a kárát a biztosító megtéríti (például kötelező gépjármű-felelősségbiztosítás).

## A biztosító szolgáltatása
A biztosító a biztosítási díj fejében a biztosítás szabályzatában és különös feltételeiben megadott feltételekkel bevállalja a biztosítottól a biztosítás tárgyát képező kockázatot. A gyakorlatban a szerződő biztosítási ajánlatot tesz a biztosítónak, amelyet ez utóbbi (rendszerint) elfogad. Az elfogadással létrejön (kötvényesedik) a biztosítás. A biztosítás jellegétől függően a biztosítási ajánlat megtételétől és a biztosítási díj megfizetésétől a biztosító kockázatban áll.
A biztosítási esemény, vagyis a bevállalt kockázat bekövetkezésekor a biztosító a biztosításban megadott kedvezményezettnek térít.
A biztosítási szolgáltatás mértéke rendszerint igazodik a bekövetkező kár mértékéhez, azonban a két biztosítási ágban, illetve az ágakon belül is vannak eltérések. Meghatározható kárösszeg esetén (jellemzően a vagyonbiztosításokkal kapcsolatban) a biztosító mindig a bekövetkezett kár mértékében térít (a törvény betűje szerint a biztosítási szolgáltatás vagyonosodáshoz nem vezethet). Nem meghatározható mértékű kár esetén a biztosítási ajánlatban a maximálisan kifizethető biztosítási összeget állapítják meg. Ilyen esetben ez a biztosítási összeg kerül kifizetésre (például a biztosított halálakor), vagy maximálisan eddig az összegig térít a biztosító (például felelősségbiztosítás esetén).
Mivel az emberi élet és az emberi élettel kapcsolatos kockázatok pénzben nem kifejezhetőek, az életbiztosítási ágban, illetve a nem-élet ág emberi élettel összefüggő ágazataiban (baleset- és betegségbiztosítások) a biztosítási összeg nincs limitálva (bár a biztosítók a gyakorlatban árazási és kockázatkezelési módszerekkel az aránytalanul magas biztosítási összegektől igyekeznek magukat távol tartani).
Fontos szabály az alul- és túlbiztosítás, amely rendszerint vagyonbiztosításoknál (pl. lakásbiztosítás, ingóságbiztosítás stb.) fordul elő. Alulbiztosítás az, amikor a biztosítási összeg (és ezzel arányosan a biztosítás díja) a valódi értéknél alacsonyabb összegben kerül megállapításra: kár esetén a biztosító aránylagos kártérítést fog alkalmazni, vagyis ha a biztosított vagyontárgy valódi értéke a kötvényben rögzített érték fele, akkor totálkár esetén csupán a biztosítási összeg fele, fél kár esetén pedig negyede kerül kifizetésre. Túlbiztosítás esetén a biztosított vagyontárgyak valódi értékénél nagyobb biztosítási összeg (és ezzel arányosan biztosítási díj) kerül megállapításra: kár esetén csak a biztosított vagyontárgyakban bekövetkezett kár kerül kifizetésre.

## Viszontbiztosítás
A jelentősebb kockázattal járó káresetek biztosítását a biztosítótársaságok gyakran felosztják egymás között: így a nagy veszteségek kisebb kárt okoznak, és többfelé oszlanak el. Ezt nevezik viszontbiztosításnak.
Célja, hogy a biztosító olyan mértékű kockázatot is el tudjon vállalni, amire saját tartaléka alapján nem lenne képes. Ez a tevékenység a hagyományosan biztosítható kockázatoknál a legjelentősebb. Például a nagy értékű repülőgépek katasztrófabiztosításának esete. Vannak olyan nagy értékű, egyedi biztosítások (például építési), ahol csak biztos kockázatmegosztással, megfelelő viszontbiztosítási háttér birtokában (előre egyeztetve a társbiztosítókkal) vállalja a biztosító a kockázatot.

## Alulbiztosítottság
Alulbiztosítottságról akkor beszélünk, ha a biztosítási szerződésben meghatározott összeg alacsonyabb, mint a biztosított vagyontárgy újrabeszerzési értéke. Ingatlanoknál az újrabeszerzési értéket újjáépítési értéknek hívják. Kár esetén csak a biztosított vagyontárgyakban bekövetkezett kár kerül kifizetésre maximum a biztosítási összeg erejéig.

## Túlbiztosítottság
Az az eset, amikor a biztosítási szerződésben meghatározott biztosítási összeg magasabb, mint a biztosított vagyontárgy újrabeszerzési értéke. Ingatlanoknál az újrabeszerzési értéket újjáépítési értéknek hívják. Kár esetén csak a biztosított vagyontárgyakban bekövetkezett tényleges kár kerül kifizetésre.